# Marouan Kechrid
Pour les articles homonymes, voir Kechrid.
Marouan Kechrid, né le 2 juin 1981 à Dreux, est un basketteur tunisien actif de 2001 à 2019.
Il dispute le championnat du monde masculin de basket-ball 2010 avec l'équipe de Tunisie.

## Carrière

### Joueur
- 2001-2005 : Jeunesse sportive kairouanaise (Tunisie)
- 2005-2006 : Ittihad Tanger (Maroc)
- 2006-2008 : Jeunesse sportive kairouanaise (Tunisie)
- 2008-2010 : Ittihad Tanger (Maroc)
- 2010-2011 : Étoile sportive du Sahel (Tunisie)
- 2011-2012 : Maghreb de Fès (Maroc)
- 2012-2013 : Club africain (Tunisie)
- 2013-2014 : Union sportive monastirienne (Tunisie)
- 2014-2018 : Étoile sportive de Radès (Tunisie)
- 2018-2019 : Jeunesse sportive kairouanaise (Tunisie)

### Entraîneur
- 2020-2022 : Jeunesse sportive kairouanaise (Tunisie)
- 2022 : Union sportive monastirienne (adjoint, Tunisie)

## Palmarès

### Clubs
- Champion de Tunisie : 2001, 2002, 2003, 2017, 2018
- Vainqueur de la coupe de Tunisie : 2002, 2005, 2017, 2018
- Champion du Maroc : 2009
- Vainqueur de la coupe du Trône : 2006, 2009
- Vainqueur du championnat maghrébin de basket-ball : 2003
- Médaille d'or à la coupe d'Afrique des clubs champions 2011 ( Maroc)
- Médaille d'argent à la coupe d’Afrique des clubs champions 2013 ( Tunisie)
- Médaille d'argent à la coupe d’Afrique des clubs champions 2014 ( Tunisie)
- Médaille d'argent à la coupe d’Afrique des clubs champions 2017 ( Tunisie)

### Sélection nationale

#### Jeux olympiques
- 11e des Jeux olympiques 2012 à Londres ( Royaume-Uni)

#### Championnat d'Afrique
- Médaille d'or au championnat d'Afrique 2011 ( Madagascar)
- Médaille de bronze au championnat d'Afrique 2009 ( Libye)

#### Jeux méditerranéens
- Médaille de bronze aux Jeux méditerranéens de 2013 ( Turquie)

#### Championnat arabe des nations
- Médaille d'or au championnat arabe des nations 2008 ( Tunisie)
- Médaille d'or au championnat arabe des nations 2009 ( Maroc)

### Distinctions personnelles
- Nommé dans le cinq majeur du championnat d'Afrique 2011
- Meilleur meneur du championnat d'Afrique 2011